# Presidente Epitácio
Presidente Epitácio is een gemeente in de Braziliaanse deelstaat São Paulo. De gemeente telt 40.891 inwoners (schatting 2009).